# Žan Vipotnik
Žan Vipotnik (* 18. März 2002 in Celje) ist ein slowenischer Fußballspieler auf der Position eines Stürmers. Er steht seit dem Sommer 2023 bei Girondins Bordeaux in Frankreich unter Vertrag.

## Vereinskarriere

### Jugendfußball
Vipotnik wechselte 2015 aus der U-15-Mannschaft des ND Dravinja aus Slovenske Konjice in die Nachwuchsabteilung des NK Maribor. Torgefährlich agierte der Stürmer daraufhin in der Saison 2016/17, in der er es bei 26 Meisterschaftsspielen regulären Spielzeit auf 58 Tore gebracht hatte und damit überlegen Torschützenkönig der U-15-Liga wurde, die sein Team als Meister abschloss. Des Weiteren gelangen ihm in der Finalrunde der Meisterschaft weitere drei Tore bei zwei Einsätzen.
2017/18 war er mit 16 Treffern hinter seinem Teamkollegen Nick Hanik Horvat (21 Tore) der zweitbeste Torschütze der U-17-Liga (1. Slovenska Kadetska Liga), mit Maribor wurde er erneut Meister seiner Liga. In der Saison 2018/19 wurde er mit 37 Treffern in 26 Ligaspielen erneut Torschützenkönig und gewann abermals den slowenischen Meistertitel in seiner Altersklasse. Seine Einsätze für die U19 in der 1. Slovenska Mladinska Liga waren die folgenden Jahre durch die COVID-19-Pandemie eingeschränkt, 2019/20 schoss er dennoch 15 Tore in 17 Einsätzen.

### Wechsel in den Profifußball
Im Januar 2021 wechselte der 18-jährige Stürmer auf Leihbasis bis zum Saisonende zur Profimannschaft des ND Gorica mit Spielbetrieb in der Slovenska Nogometna Liga, der höchsten slowenischen Fußballliga. Dort absolvierte er am 10. Februar 2021 bei einem 0:0-Auswärtsremis gegen den NK Bravo sein Profidebüt, als er von Trainer Aleksandar Jović in der 72. Spielminute für den langjährigen Legionär und ehemaligen slowenischen Nationalspieler Etien Velikonja eingewechselt wurde.
Am 21. April 2021 gelang ihm bei einem 3:2-Heimsieg über den NK Bravo, bei dem er in der 83. Spielminute für Matteo Tomiček eingewechselt worden war, in der Nachspielzeit sein erster Pflichtspieltreffer im Profifußball und damit auch der Siegestreffer im Spiel. Nach seiner Rückkehr absolvierte Vipotnik dann auch seine ersten Ligapartien für Marbor, doch schon im Februar 2022 folgte eine weiter Leihe zum Zweitligisten NK Triglav Kranj. Dort schoss er in 12 Partien neun Treffer und nahm an den Relegationsspielen zur Ersten Liga teil, scheiterte aber dort mit zwei Niederlagen an NK Tabor Sežana. In der Saison 2022/23 gelang ihm dann sein Durchbruch in Maribor und er erzielte in 30 Erstligaspielen zwanzig Treffer, die ihm auch den Titel des Torschützenkönigs bescherten. Anschließend nahm ihn im Sommer 2023 der französische Zweitligist Girondins Bordeaux unter Vertrag. Dort traf der Stürmer erstmals am 4. Spieltag beim 2:0-Heimspielerfolg über den Amiens SC.

## Nationalmannschaftskarriere
Vipotnik kam 2017 in der slowenischen U-15-Auswahl erstmals zu Einsätzen in einem Auswahlteam des slowenischen Fußballverbandes, in den folgenden Jahren schlossen sich Einsätze in der U16, U17, U18, U19 und U21 an. Mit der U17 nahm er 2019 an der Qualifikation zur U-17-Europameisterschaft teil, das Team scheiterte aber in der Eliterunde.
Am 23. März 2023 debütierte Vipotnik dann für die A-Nationalmannschaft in der EM-Qualifikation gegen Kasachstan. Beim 2:1-Auswärtserfolg wurde er in der 70. Minute für Žan Celar eingewechselt und erzielte acht Minuten später den Siegtreffer.

## Erfolge
- Torschützenkönig der Slovenska Nogometna Liga: 2023 (20 Tore)